# 托爾馬

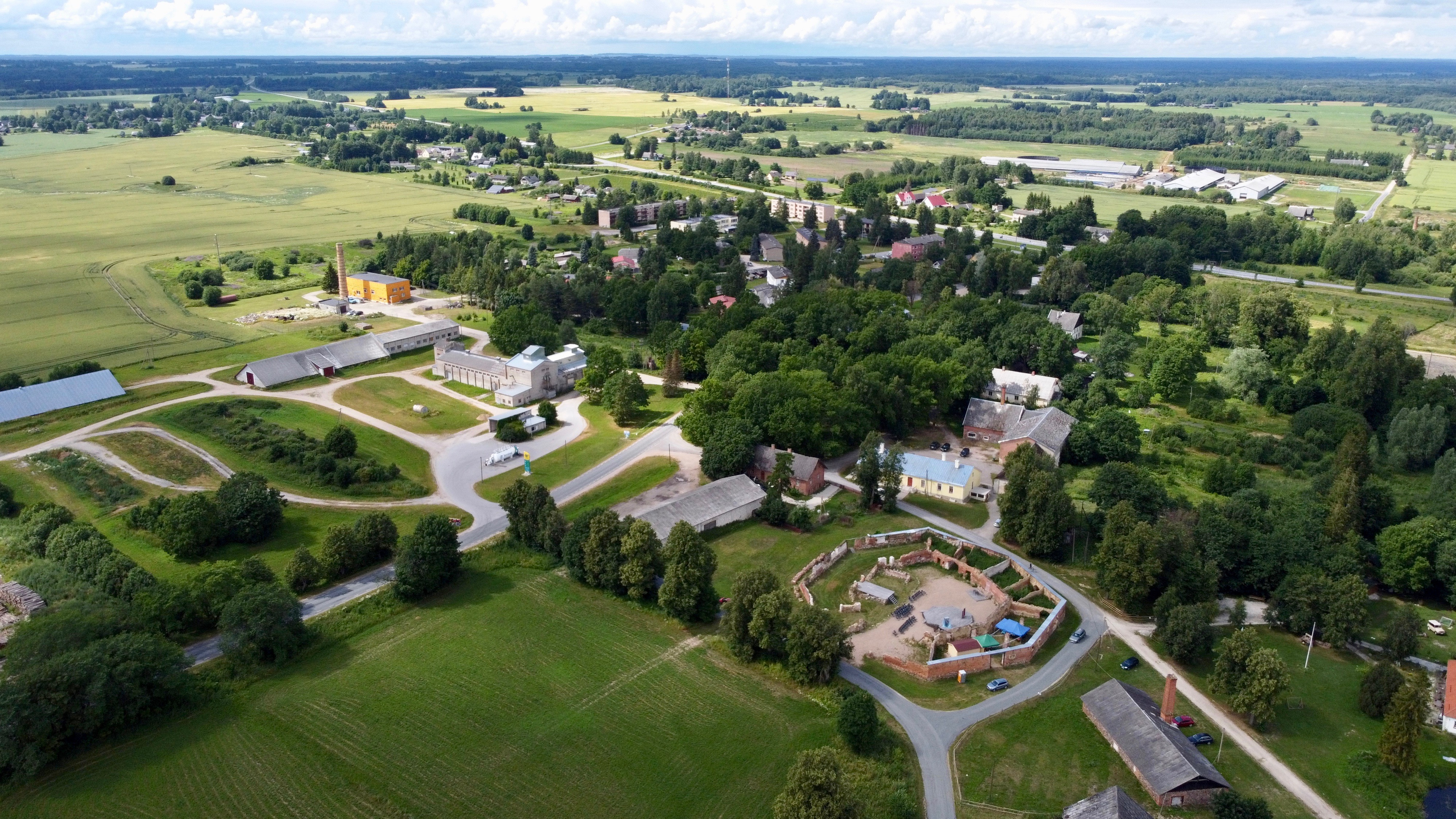
托尔马教堂

托爾馬（英語：Torma）是愛沙尼亞約格瓦縣约格瓦市镇内的小鎮，位於該國東部，曾是原托爾馬市镇的行政中心，處於首都塔林東南面130公里，海拔高度86米，2012年該小鎮人口533。
58°49′N 26°45′E / 58.817°N 26.750°E